# بيلي تايلور (ملحن)
بيلي تايلور (بالإنجليزية: Billy Taylor)‏ هو عازف جاز وملحن وعازف بيانو أمريكي، ولد في 24 يوليو 1921 في غرينفيل في الولايات المتحدة، وتوفي في 28 ديسمبر 2010 في مانهاتن في الولايات المتحدة بسبب قصور القلب.

## وصلات خارجية
- الموقع الرسمي
- بيلي تايلور على موقع ميوزك برينز (الإنجليزية)
- بيلي تايلور على موقع إن إن دي بي (الإنجليزية)
- بيلي تايلور على موقع أول ميوزيك (الإنجليزية)
- بيلي تايلور على موقع ديسكوغز (الإنجليزية)